# Lurdusaurus
Genre
Espèce
Lurdusaurus est un genre de dinosaure ornithopode du clade des Iguanodontoidea. Il vivait au Crétacé inférieur en même temps qu'un autre ornithopode, Ouranosaurus. Une seule espèce est connue : Lurdusaurus arenatus.

## Découverte
En 1965 Philippe Taquet découvre les restes d'un ornithopode dans les couches rocheuses de la formation d'Elrhaz , dans le désert du Ténéré au Niger. Ces fossiles consistent en un squelette partiel avec un crâne fragmentaire appartenant à un seul individu qui a reçu le numéro de catalogue GDF 1700. Ils ont été brièvement décrits et officiellement appelés Lurdusaurus arenatus par Taquet et Dale Russell en 1999.

## Description
Le spécimen type aurait mesuré environ 2 mètres au garrot et il aurait approché les 9 mètres de longueur tout en pesant 5,5 tonnes en fonction de la circonférence des os des membres, cependant des estimations inférieures ont été proposées. En raison du plan corporel inhabituel de l'animal, les descripteurs Taquet et Russell ont suggéré qu'ils auraient ressemblé superficiellement à un ankylosaure. 

## Présentation au public
Les fossiles originaux sont au Muséum national d'histoire naturelle à Paris et ont été présentés lors du vidéo du média Brut sur le métier de paléontologue. Un moulage d'une de ses pâte réalisé sur les fossiles à Paris est exposé dans la salle des dinosaures du Muséum des sciences naturelles à Bruxelles.